# Верне, Пьер Жозеф Мари
Пьер Жозеф Мари Верне (фр. Pierre Marie Joseph Vernet; 5 апреля 1797, Париж, Первая Французская республика — 8 февраля 1873, Санкт-Петербург, Российская империя) — французский художник, работавший в России.

## Биография
Однофамилец и современник известных французских художников Карла Верне и Ораса Верне, с которыми его иногда путают. Родственные связи Пьера Жозефа с другими художниками по фамилии Верне не исключены, но не выявлены. 
Предположительно, уроженец Парижа. Учился в парижской Высшей школе изящных искусств в мастерской Ашиля Этны Мишальона. В первой половине 1830-х годов регулярно выставлял свои работы на Парижском салоне. 
В середине 1830-х годов приехал в Россию, где преимущественно и проживал до конца жизни. Участвовал в выставках Императорской академии художеств в 1842, 1860, 1861 и 1862 годах. 
Художник Пьер Жозеф Мари Верне скончался в 1873 году в Санкт-Петербурге и был похоронен на Смоленском лютеранском кладбище в Санкт-Петербурге (участок №42) рядом с женой (Франсуазой Верне) под парными гранитными надгробиями (надгробия сохранились, но нуждаются в реставрации).

## Творчество
Из работ Пьера Верне наиболее известна картина «Пожар Зимнего дворца», написанная, вероятно, с натуры, которая часто используется для иллюстрирования этого события. 
Кроме того, в 1840—1842 годах Верне создал серию рисунков «Полная коллекция униформ Российской Имперской Гвардии», с которых затем были сделаны гравюры, украсившие соответствующее издание. Рисунки Верне, и гравюры, сделанные с них, отличаются высоким  качеством и большой точностью в передаче униформы. 
Известны также, по крайней мере, следующие работы Пьера Жозефа Мари Верне:
- 1) «Казаки Лейб-гвардии Казачьего полка» (холст, масло; Саратовский художественный музей имени А. Н. Радищева, Саратов)
- 2) «Переправа горцев через реку» (холст, масло; ГМИИ им. Пушкина, Москва; запасники)
- 3) «Извозчик на Владимирской площади» (холст, масло; Государственный музей истории Санкт-Петербурга, Санкт-Петербург)
- 4) «Лейб-гвардии Конный полк на походе» (холст, масло; Военно-исторический музей артиллерии, инженерных войск и войск связи, Санкт-Петербург)
- 5) «Гвардейская конная артиллерия на маневрах» (холст, масло; Военно-исторический музей артиллерии, инженерных войск и войск связи, Санкт-Петербург)
- 6) «Выезд гвардейской конной артиллерии на позицию во время маневров 1848 г.» (холст, масло; Военно-исторический музей артиллерии, инженерных войск и войск связи, Санкт-Петербург)
- 7) «Выезд гвардейской артиллерии на позицию» (холст, масло; Военно-исторический музей артиллерии, инженерных войск и войск связи, Санкт-Петербург)
- 8) «Выезд великого князя Александра Николаевича и его супруги Марии Александровны» (холст, масло, 1842; Государственный историко-художественный музей «Новый Иерусалим», г. Истра, Московская область)
- 9) «Форейтор» (холст, масло; Государственный историко-художественный музей «Новый Иерусалим», г. Истра, Московская область)
- 10) «Болонка» (холст, масло, 1863; Тамбовская областная картинная галерея, Тамбов)
- 11) «Шествие амуров» (холст, масло; Тамбовская областная картинная галерея, Тамбов)

А также: 
- 12) «Портрет барона Константина (Карла) Егоровича (Георгиевича) Врангеля на смотре Лейб-гвардии Драгунского полка» (литография, 1840; коллекция Подстаницких).